# Göttingen (huyện)
Göttingen (/ˈgœtɪŋən/) là một huyện ở Niedersachsen, Đức. Các đơn vị giáp ranh (từ phía bắc theo chiều kim đồng hồ) là: các huyện Northeim và Osterode, các bang Thüringen (huyện Eichsfeld) và Hessen (huyện Werra-Meißner và Kassel).

## Lịch sử
Năm 1885, chính quyền nước Phổ lập các huyện Göttingen, Münden và Duderstadt trong tỉnh Hanover. Các huyện này tồn tại 88 năm trước khi được sáp nhập vào năm 1973 để lập huyện Göttingen ngày nay.

## Địa lý
Nửa phía tây huyện là dãy núi Weserbergland. 

## Các thị xã và đô thị
| Thị xã | Samtgemeinden                                                              | Samtgemeinden | Samtgemeinden                                                                        |
| --- | -------------------------------------------------------------------------- | --- | ------------------------------------------------------------------------------------ |
| 1. Duderstadt 2. Göttingen 3. Hann. Münden Free municipalities 1. Adelebsen 2. Bovenden 3. Friedland 4. Gleichen 5. Rosdorf 6. Staufenberg | - 1. Dransfeld 1. Bühren 2. Dransfeld1, 2 3. Jühnde 4. Niemetal 5. Scheden | - 2. Gieboldehausen 1. Bilshausen 2. Bodensee 3. Gieboldehausen1 4. Krebeck 5. Obernfeld 6. Rhumspringe 7. Rollshausen 8. Rüdershausen 9. Wollbrandshausen 10. Wollershausen | - 3. Radolfshausen 1. Ebergötzen1 2. Landolfshausen 3. Seeburg 4. Seulingen 5. Waake |
| | 1thủ phủ của Samtgemeinde; 2thị xã                                         | |                                                                                      |